# Fritz Flebbe

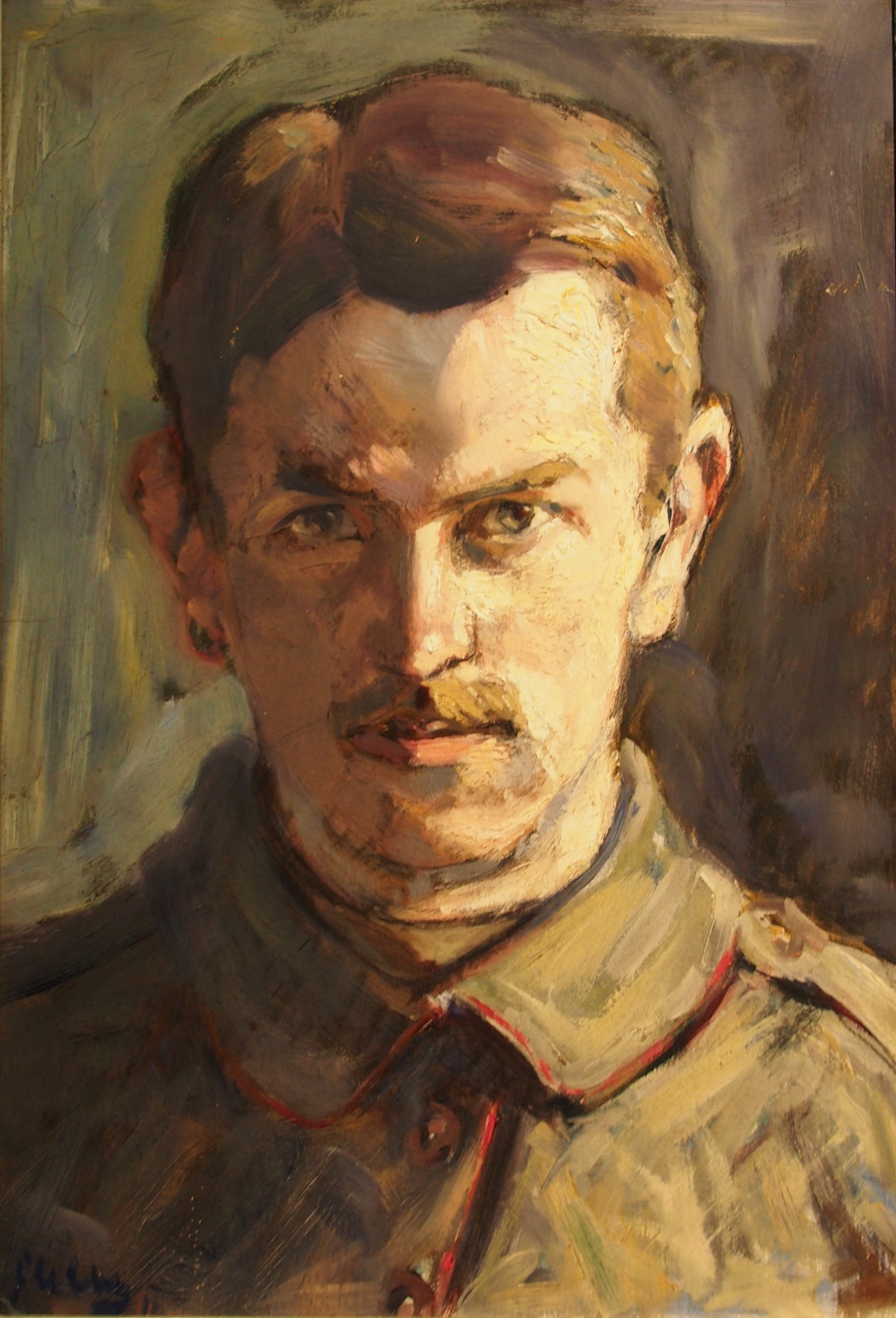
Selbstporträt (1916)

Fritz Flebbe (* 4. August 1893 in Harburg (Elbe); † 27. Mai 1929 in Müden (Örtze)) war ein deutscher Maler und Grafiker.

## Biografie

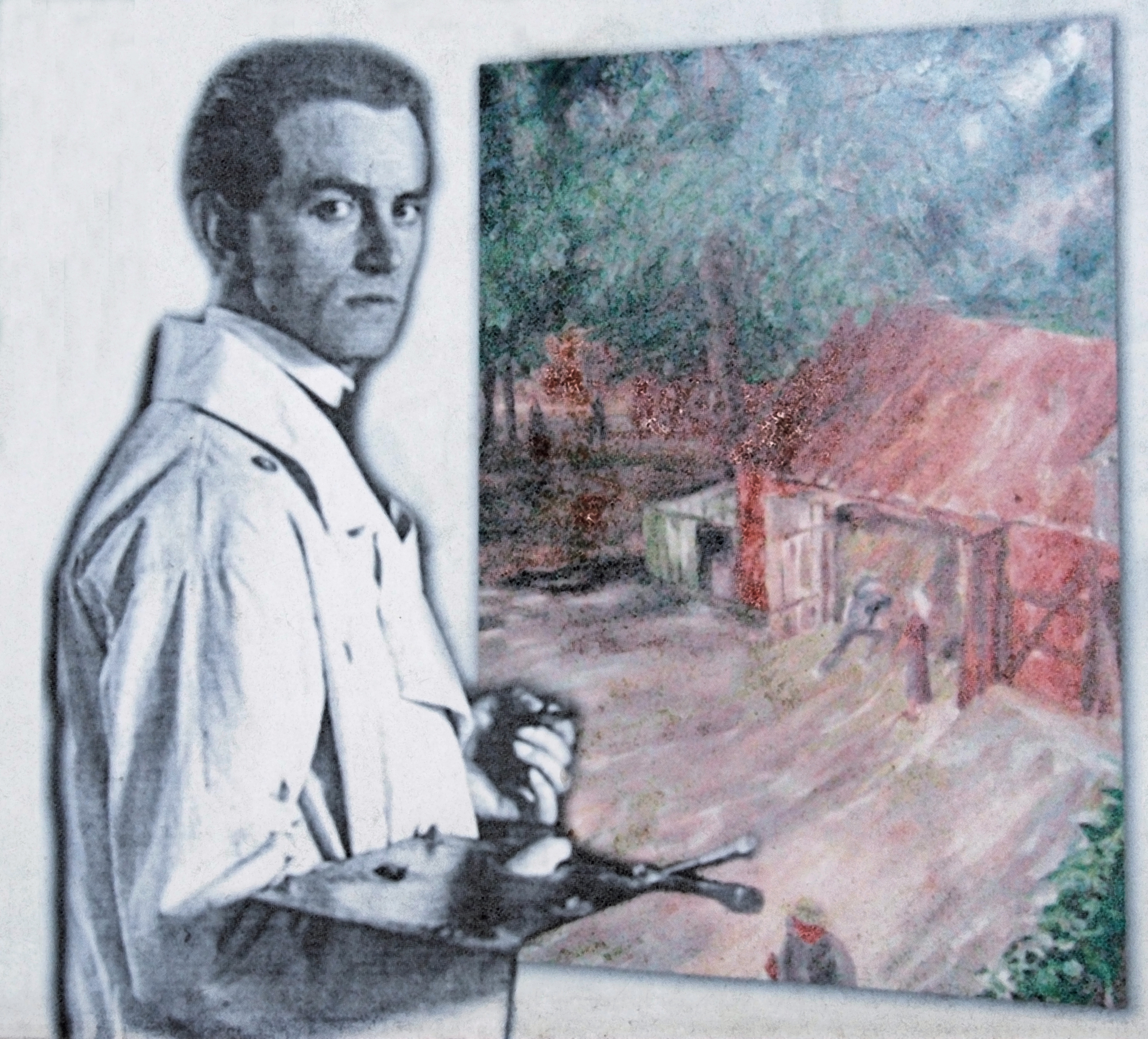
Fritz Flebbe an der Staffelei

Fritz Flebbe wurde als Sohn eines Eisenbahnbeamten in Harburg/Elbe geboren. Nach dem Besuch der Volks- und Mittelschule begann er zunächst eine Kaufmannslehre. 1912/13 fasste er den Entschluss, gegen den Willen der Eltern, sich zum Maler ausbilden zu lassen. Am 1. Mai 1915 wurde er zum Wehrdienst eingezogen und kämpfte im Ersten Weltkrieg an der Front in Nordfrankreich und Russland. Nach einer schweren Kopfverwundung am 20. Juni 1916 wurde er, nach der Genesung, im März 1917 zu einer Kartenstelle und am 15. Mai 1917 in eine Vermessungsabteilung der 1. Armee versetzt. Am 13. November 1918 wurde er aus dem Deutschen Heer entlassen. Aus dem Krieg kehrte Flebbe, noch zusätzlich zu seiner Kopfverletzung, mit einer schweren Lungenerkrankung nach Harburg, in eine kleine Wohnung in der Wilhelmstraße 6, zurück. Die Krankheit zwang ihn oft, auch infolge des notwendigen Besuches von Sanatorien, seine Arbeiten monatelang zu unterbrechen. Im Februar 1920 verstarb seine erste Frau (Ina), mit der er eine Tochter (Isolde) hat, an Grippe. Von Mitte 1923 bis Frühjahr 1926 lebte und arbeitete Flebbe überwiegend in Goslar und Braunschweig. Durch seinen früheren Lehrer Arthur Illies konnte er hier Kontakte knüpfen. Unter anderem zu dem Fabrikanten und Kunstförderer Friedrich Borchers und zu seinem Freund dem Geographen Ewald Banse, den er bereits während des Krieges kennengelernt hatte. In der Zeit lebte er mit Margarethe Wesenick zusammen, die er 1926 heiratete. Im gleichen Jahr wurde seine zweite Tochter Mechthild geboren. Fritz Flebbe war Mitglied im Hamburger Künstlerverein von 1832.

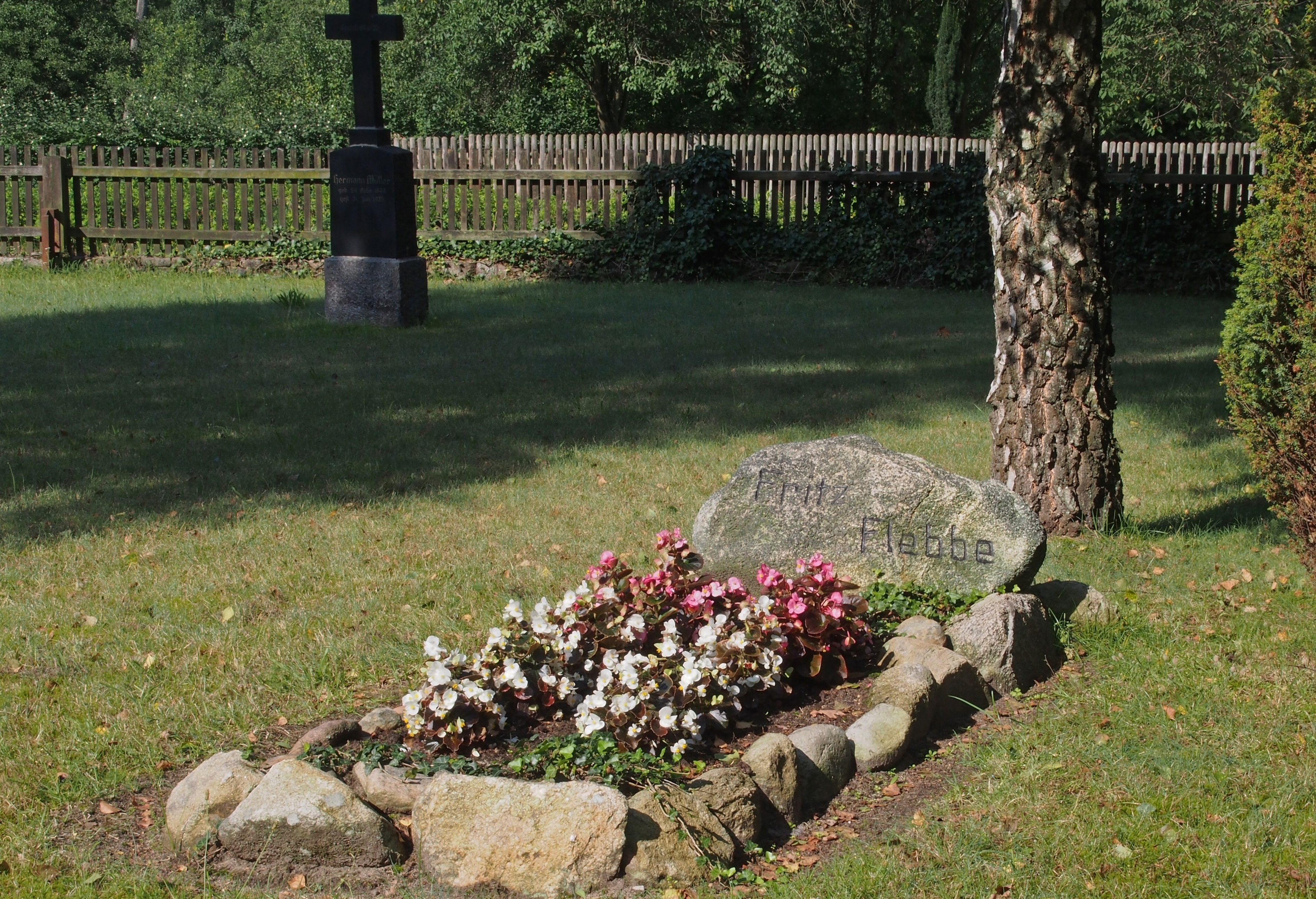
Flebbes Grab auf dem alten Friedhof in Müden (Örtze)

Im Mai 1926 zog Flebbe in die Lüneburger Heide, nach Müden (Örtze) um. Hier bot das Klima gute Bedingungen für seine Lungenkrankheit. Vermittelt wurde dieser Ortswechsel durch einen Kurgast in Bad Rehburg. Dort kurte Flebbe vom Herbst 1925 bis Frühjahr 1926. In Müden wohnte er zunächst im Haus des Dachdeckers Friedrich Stelter und wechselte 1927 in das Haus von August Cassier (heute Unterlüßer Str. 24). Dort konnte er erstmals in einem geräumigeren Atelier arbeiten. Als Folge seiner Kriegsverletzungen starb Flebbe mit 35 Jahren, in den Abendstunden des 27. Mai 1929. Die Beisetzung erfolgte am 30. Mai 1929 auf dem alten Friedhof in Müden. Sein Freund Ewald Banse hielt die Trauerrede.

## Ausbildung
Ab 1914 bis zum 1. Mai 1915 Besuch der Staatlichen Kunstgewerbeschule in Hamburg. Er war Schüler von Arthur Illies, dem Mitbegründer des Hamburgischen Künstlerklubs. Er muss die Ausbildung abbrechen, als er zum Wehrdienst eingezogen wird.

## Arbeiten
Zunächst sind seine Arbeiten geprägt durch den Einfluss seines Lehrers Illies. Im Krieg lernte er in der Vermessungsstelle der 1. Armee die grafische Technik der Lithografie kennen. Er wandte diese Technik dann bei der Zeichnung von Porträts und Figuren an. Im Frühjahr 1918 gab er eine Zeitung „Die Insel“, mit einer Auflage von 60 Exemplaren, heraus, die ebenfalls lithografisch hergestellt wurde. Nach Ende des Krieges greift er in seinen Gemälden, auch geprägt durch seine eigene Krankheit, religiöse Themen auf. Beispiele sind hierfür unter anderem Die Heimkehr des verlorenen Sohnes (1914 und 1927), Geißelung (1922) und Beweinung (1928). Er war aber auch ein gesuchter Porträtmaler. In der Hauptsache beschäftigte er sich aber mit Landschaftsgemälden. Flebbe malte sowohl die näherer Umgebung, als auch die Landschaft, die er während seiner Reisen und Sanatoriumsaufenthalte kennenlernte. Er selbst bezeichnete sich als Expressionisten. Nach dem Umzug nach Müden begann für Flebbe ein neuer künstlerischer Abschnitt. Seine Bilder hellen sich auf und er greift Themen des bäuerlichen Lebens auf. Die Bilder der Südheide zeigen diese in charakteristischer Art, mit Heide, Birken und Wacholder, aber auch Wiesen, Wälder und Felder zu den unterschiedlichsten Jahreszeiten. Insgesamt schuf er etwa 220 Gemälde, 250 Zeichnungen und Aquarelle sowie 50 Lithografien.

Arbeiten von Fritz Flebbe
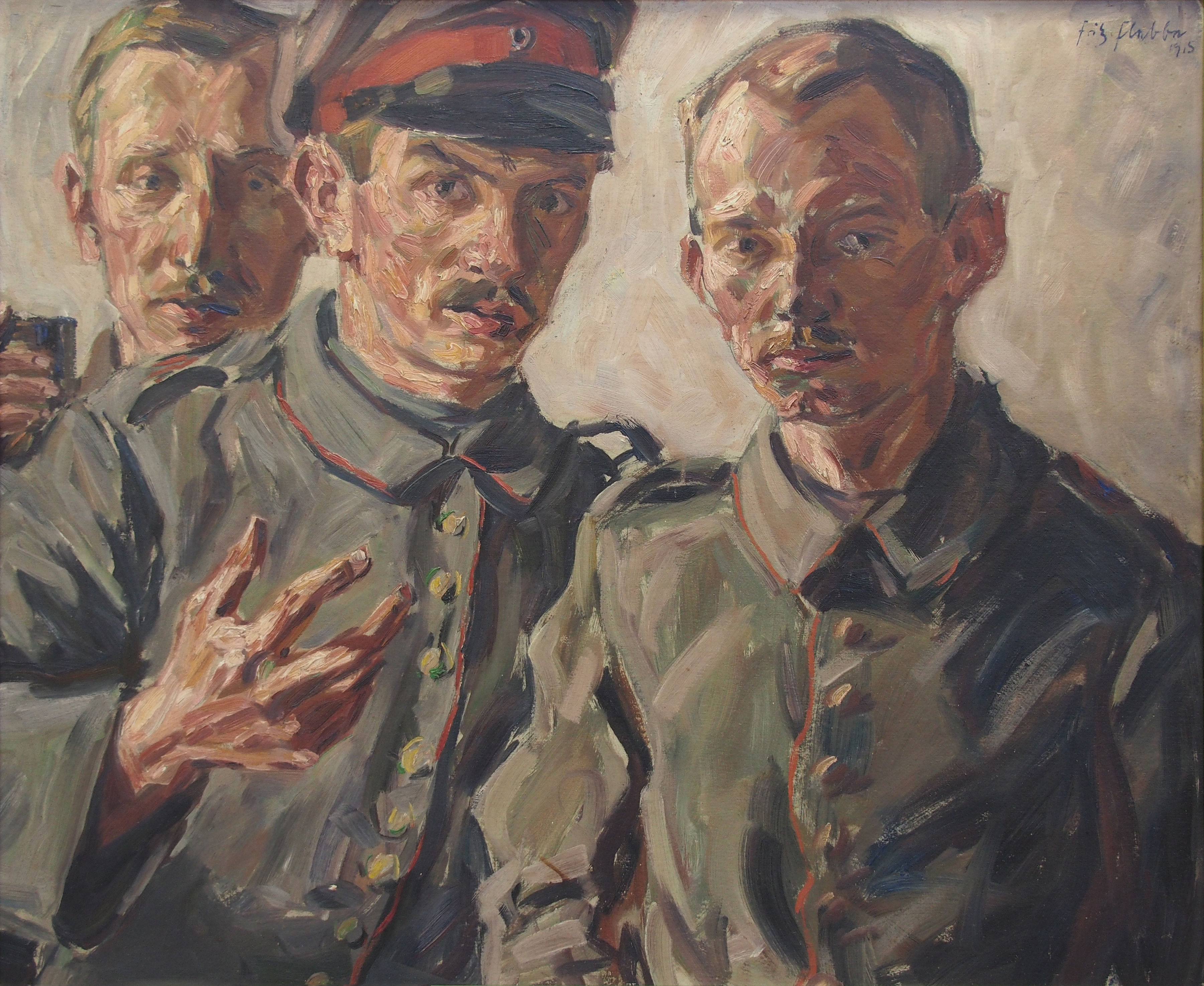
Drei Freunde (1915)
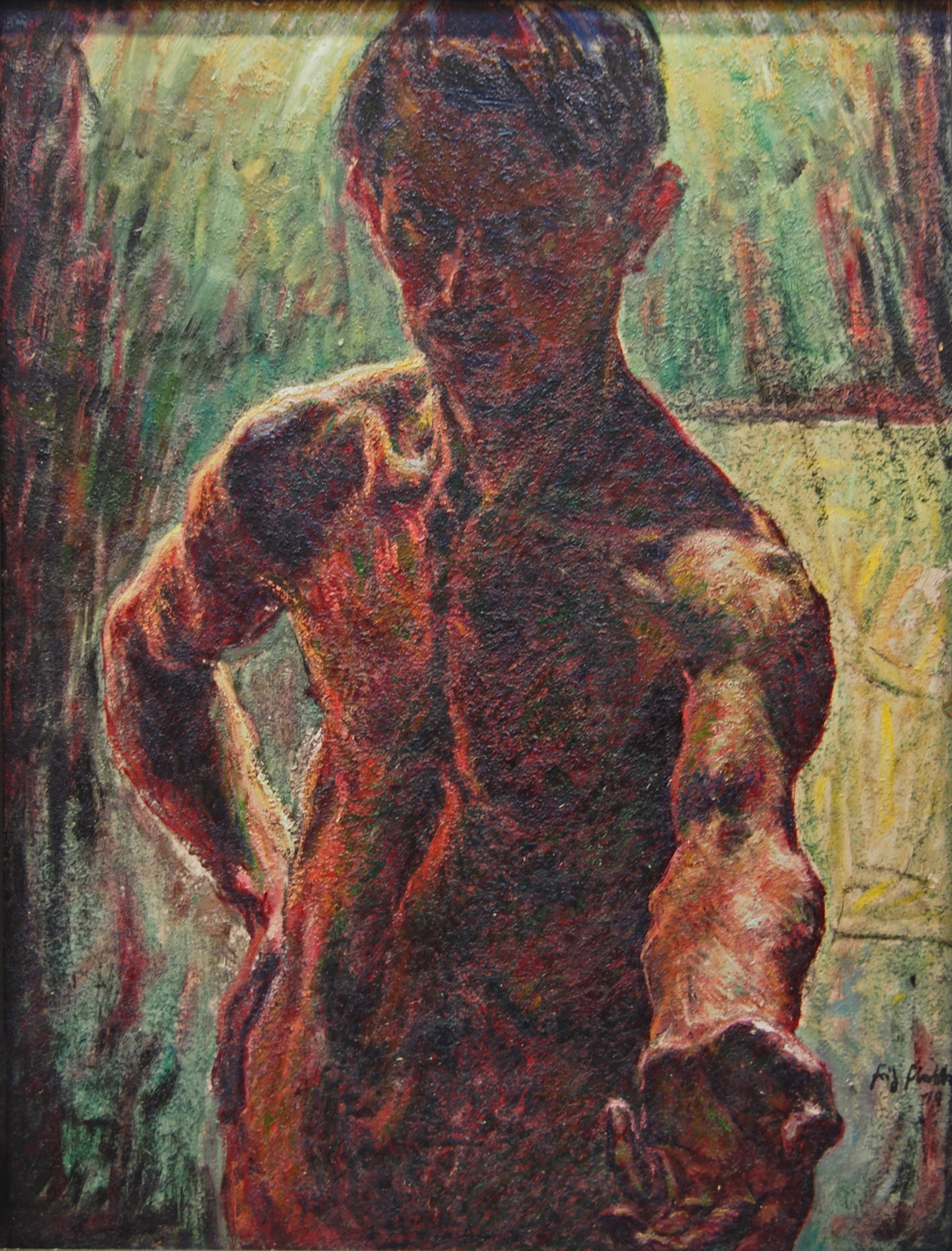
Selbstporträt (1919)
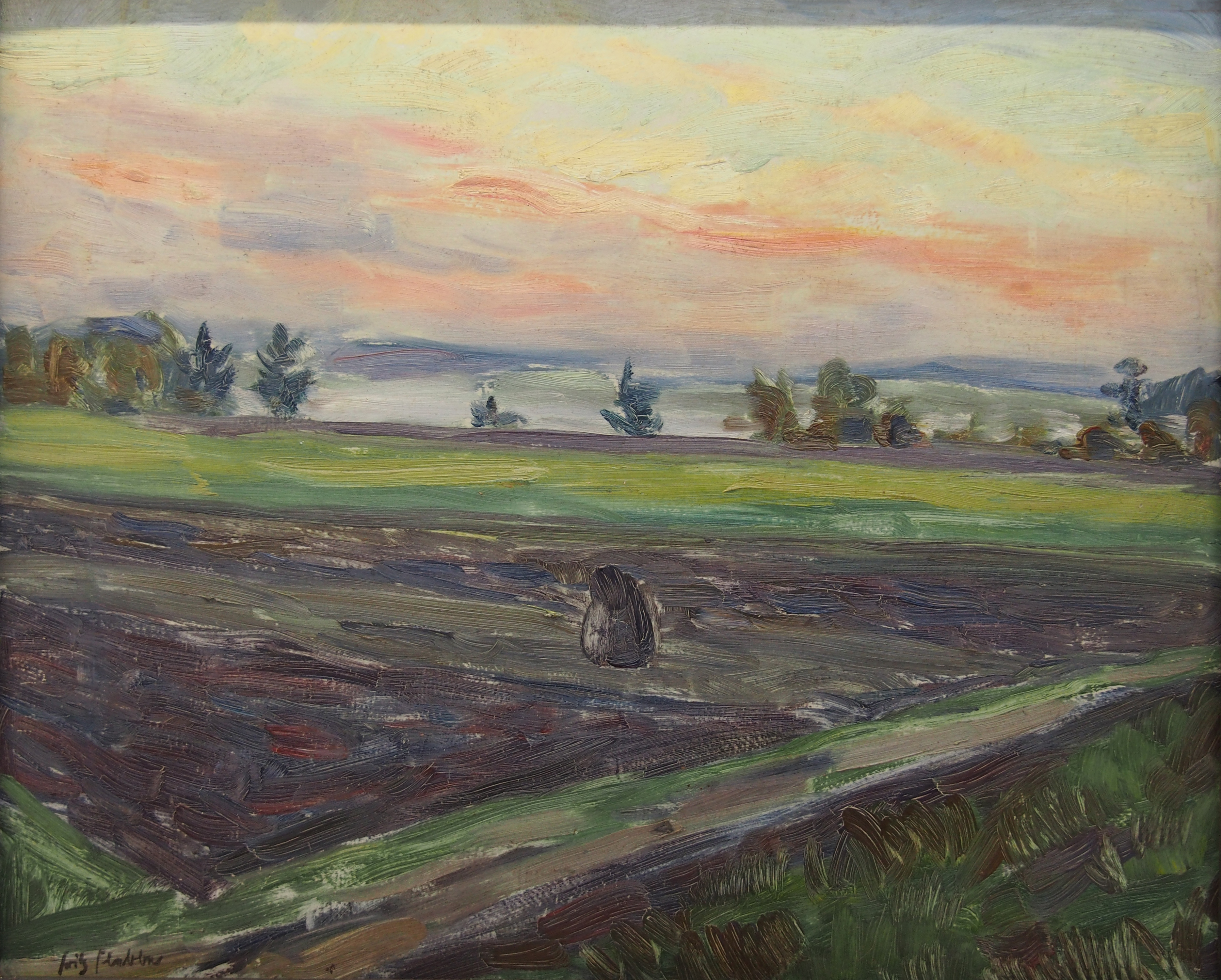
Sonnenuntergang (1920)
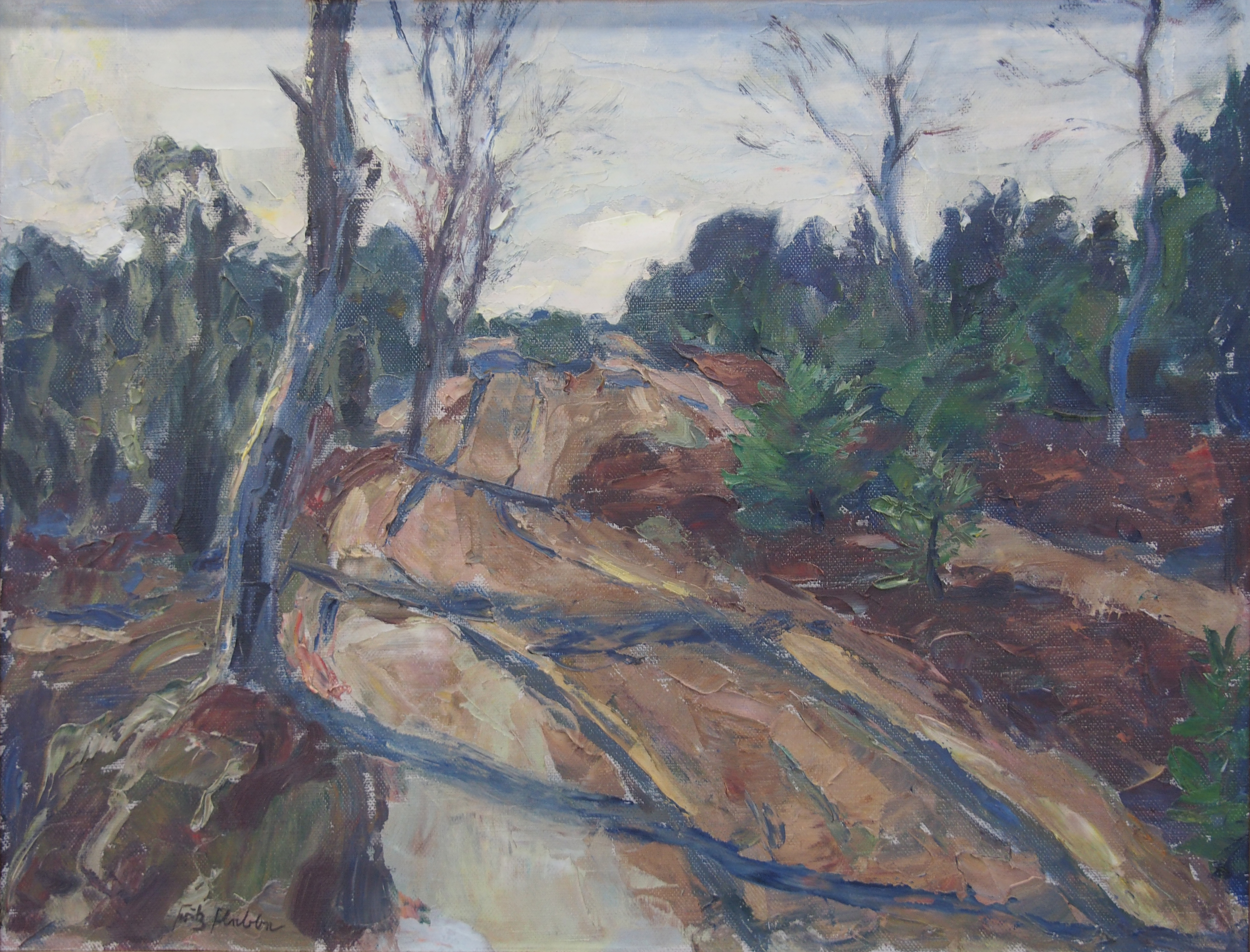
Heideweg (1926)
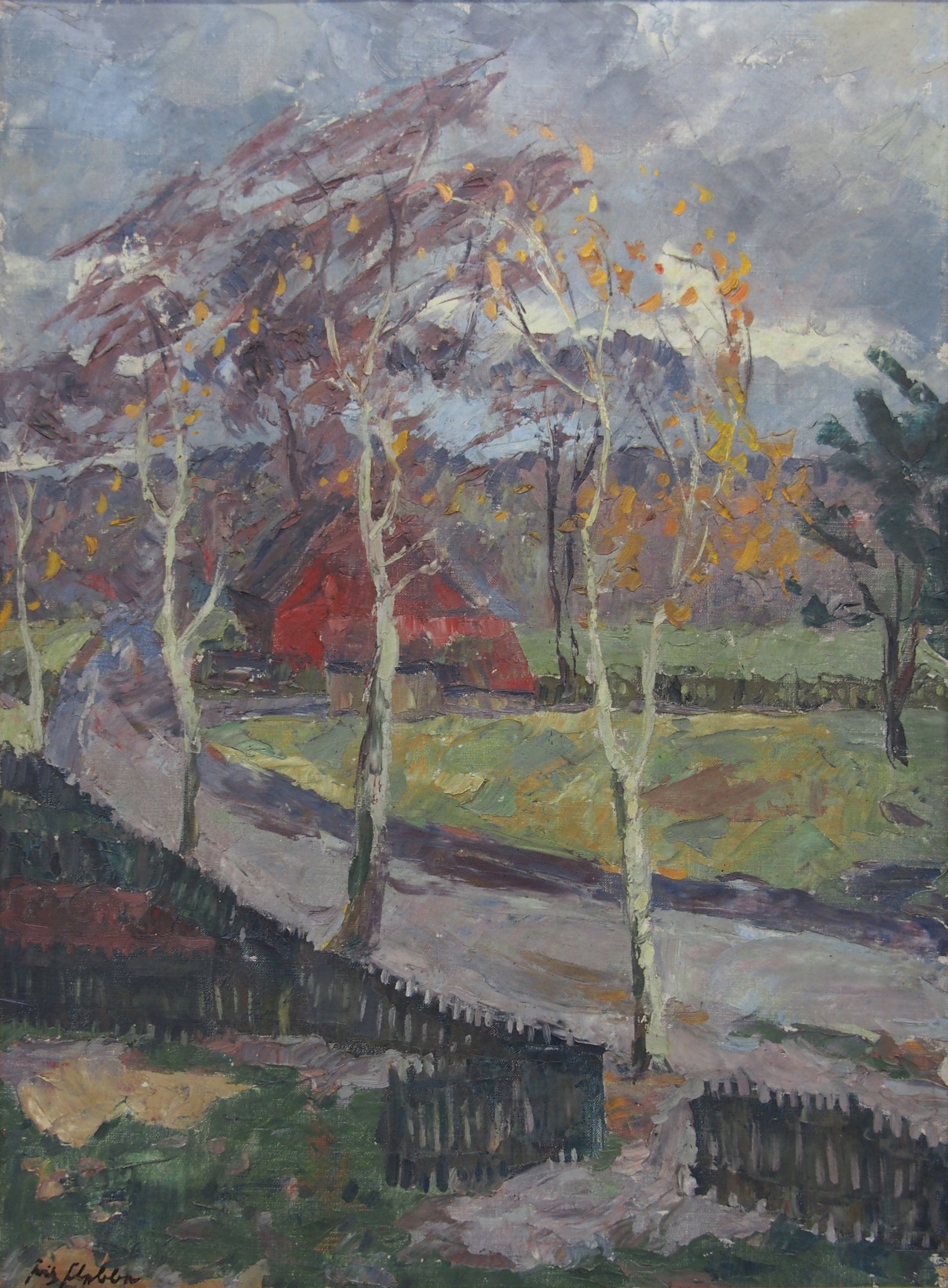
Der Weg in Müden (1927)
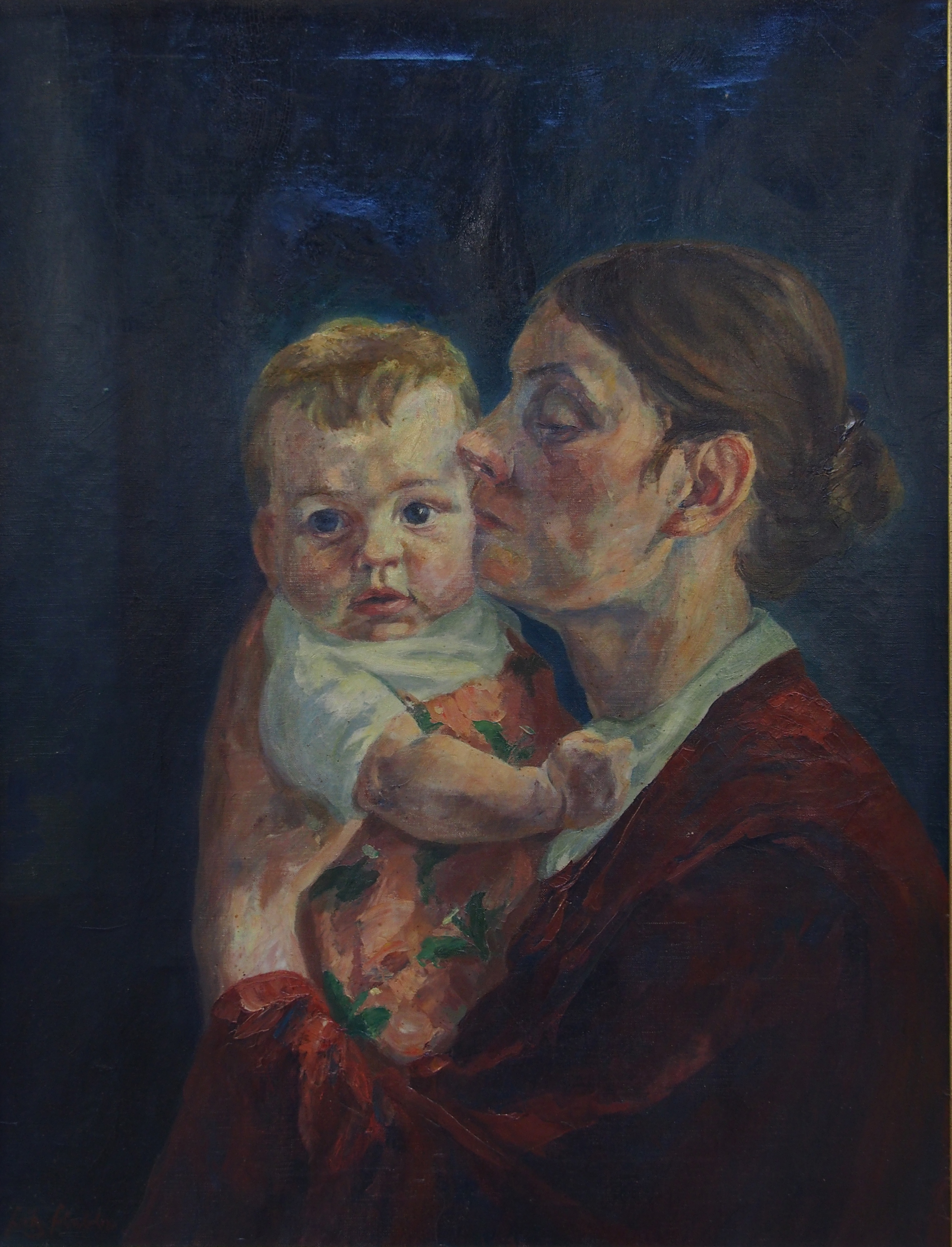
Mutter und Kind (1927)

## Auszeichnungen

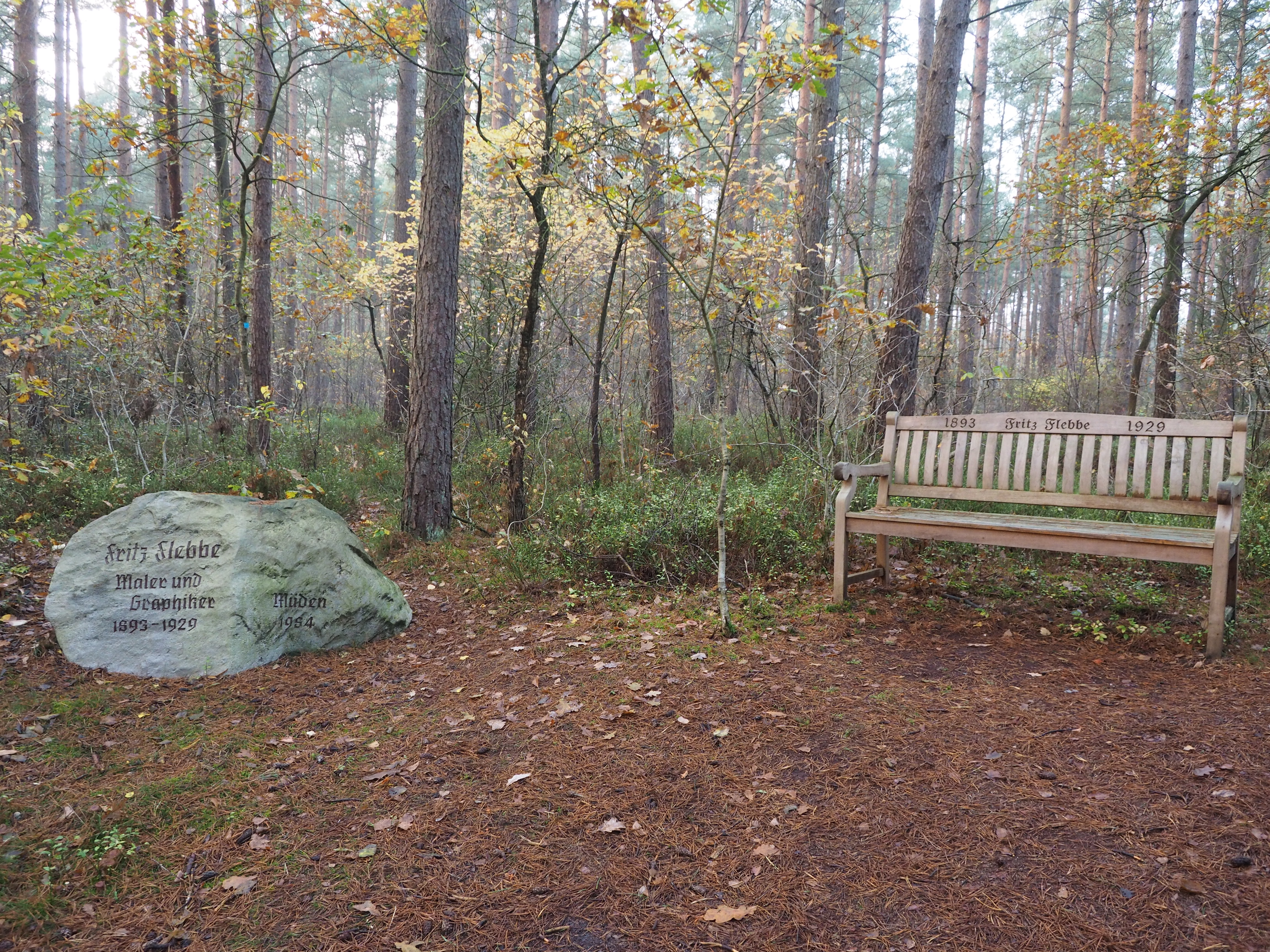
Gedenkstein mit Bank bei Müden

- In Hamburg-Wilstorf wurde 1950 die Flebbestraße nach ihm benannt.
- In Müden (Örtze) ist ein Weg, die „Fritz-Flebbe-Twiete“, nach ihm benannt.

## Ausstellungen
1930 wird, nach seinem Tod, von seinen Malerfreunden Hugo Friedrich Hartmann und Friedrich Wilhelm (Frido) Witte in Lüneburg eine Gedächtnisausstellung organisiert. In Hamburg-Harburg wird im gleichen Jahr ebenfalls eine Ausstellung zu seinem Gedenken gezeigt. Es folgen Ausstellungen in Lüneburg (Mai 1949), Hamburg-Harburg (1951), Braunschweig (1983), Müden (1984) und Unterlüß (1992 und 2013/14).
Werke des Künstlers besitzen die Hamburger Kunsthalle, das Braunschweigische Landesmuseum, das Städtische Museum (Braunschweig), das Bomann-Museum in Celle, das Museum für das Fürstentum Lüneburg und das Albert-König-Museum in Unterlüß.

## Werke in Museen und Sammlungen (Auswahl)

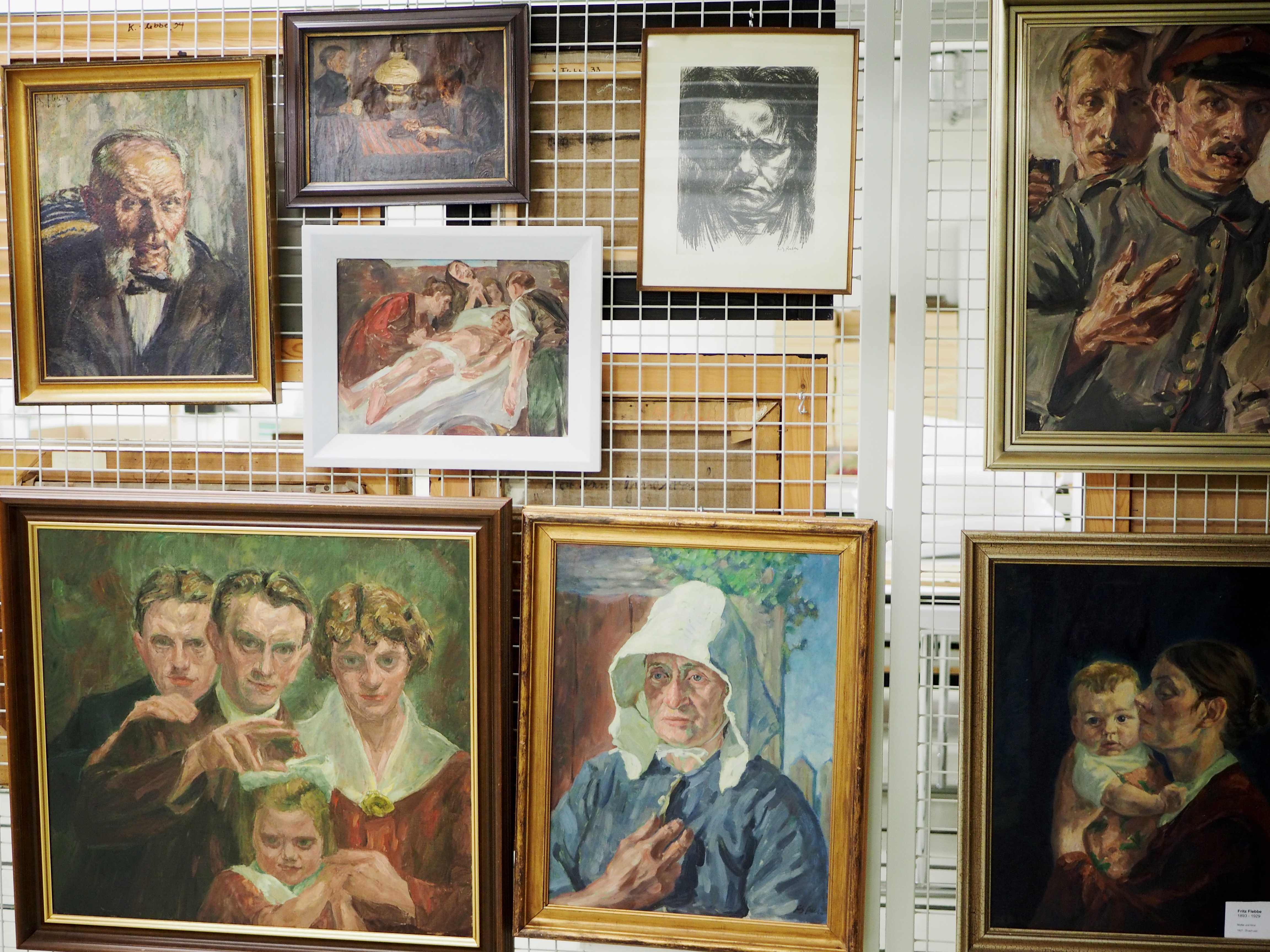
Diverse Werke von Flebbe im Archiv des Albert-König-Museums

- Flußlandschaft (1911), Albert-König-Museum Unterlüß
- Handgranatenwerfer (1917), Lithografie, Albert-König-Museum Unterlüß
- Kleiner Studienkopf (1917), Lithografie, Albert-König-Museum Unterlüß
- Zwei Freunde – Zwei Köpfe (1917), Albert-König-Museum Unterlüß
- Zwei Freunde – Zwei Köpfe (1917) Hamburger Kunsthalle
- Sehnsucht (1918), Lithografie, Hamburger Kunsthalle
- Selbstbildnisstudie (1918), Kreidezeichnung, Hamburger Kunsthalle
- Betender (1918), Lithografie, Albert-König-Museum Unterlüß
- Schmerz (1918), Lithografie, Albert-König-Museum Unterlüß
- Sturm (1918), Lithografie, Albert-König-Museum Unterlüß
- Verkrampfte Hand (1918), Lithografie, Albert-König-Museum Unterlüß
- Visionäres Porträt (um 1919), Lithografie, Albert-König-Museum Unterlüß
- Porträt Georg Hölscher (1919), Lithografie, Albert-König-Museum Unterlüß
- Doppelporträt Fritz Flebbe und Ewald Banse (1921), Landesmuseum Braunschweig
- Ewald Banse am Schreibtisch (1922), Landesmuseum Braunschweig
- Betriebsrat (1922), Helms-Museum Hamburg-Harburg
- Geißelung (1922),  Helms-Museum Hamburg-Harburg
- Ewald Banse mit Hut (1923), Städtisches Museum Braunschweig
- Bildnis Bernhard Günther (1924), Stadt Goslar
- Lichtsegen (1925), Öl auf Leinwand, Albert-König-Museum Unterlüß
- Heideweg im Herbst (um 1925), Helms-Museum Hamburg-Harburg
- Herbstabend (nach 1925), Öl auf Leinwand, 50,5 × 65,5 cm, Helms-Museum Hamburg-Harburg
- Weg durch die Heide (nach 1925), Öl auf Leinwand, 52 × 40 cm, Albert-König-Museum Unterlüß
- Vision am Dom zu Braunschweig (vor 1926), Lithografie, Frido Witte Stiftung Lüneburg
- Porträt August Helms (1926), Helms-Museum Hamburg-Harburg
- Porträt Hermann Maul (1926), Helms-Museum Hamburg-Harburg
- Heideweg (um 1926), Öl auf Leinwand, 51 × 66 cm, Landkreis Celle
- Sommerlicher Heideweg (nach 1926), Helms-Museum Hamburg-Harburg
- Alter Bauer (1927), Helms-Museum Hamburg-Harburg
- Heideweg bei Müden (um 1927), Bomann-Museum Celle
- Selbstbildnis (1928), Helms-Museum Hamburg-Harburg
- Porträt Ewald Banse (1928), Landesmuseum Braunschweig
- Alte Bäuerin (1928), Museum für das Fürstentum Lüneburg
- Selbstbildnis mit Palette (1928), Stadt Lüneburg
- Isolde Flebbe (1929), Bleistiftszeichnung, Landkreis Celle
- Landschaftsaufnahme (undatiert), Helms-Museum Hamburg-Harburg
- Flusslandschaft in der Heide (undatiert), Helms-Museum Hamburg-Harburg